# José María Medina (futbolista)
José María Medina (Paysandú, 1921-2005) fue un futbolista uruguayo que jugaba en la posición de delantero.

## Trayectoria
Debutó en el Montevideo Wanderers Fútbol Club, donde formó parte del equipo titular entre 1939 y 1944. En 1945 se marchó a jugar en el Club Nacional de Football, teniendo buenas actuaciones en su primer año, aunque decayendo en el siguiente.
En 1947 se convirtió en el segundo uruguayo en formar parte del plantel de Newell's Old Boys. En 1949 retornó a Wanderers. En 1951 tenía decidido retirarse, pero permaneció un año más en el club para intentar que regresara a primera división.

## Selección nacional
Con la selección uruguaya disputó dos Campeonatos Sudamericanos: 1941 y 1946. En 1941 disputó únicamente un partido, frente a Argentina. En 1946 disputó los cinco encuentros, convirtiendo siete goles, con los que se consagró como goleador del certamen.
En total vistió en 15 ocasiones la camiseta de su selección, entre 1941 y 1947, marcando 11 goles.

### Participaciones en Copa América
| Copa              | Sede      | Resultado    | Partidos | Goles |
| ----------------- | --------- | ------------ | -------- | ----- |
| Copa América 1941 | Chile     | Subcampeón   | 1        | 0     |
| Copa América 1946 | Argentina | Cuarto lugar | 5        | 7     |